# Старый Каенсар
Старый Каенсар — деревня в Кукморском районе Татарстана. Входит в состав Важашурского сельского поселения.

## География
Находится в северо-западной части Татарстана на расстоянии приблизительно 12 км на юг-юго-восток по прямой от районного центра города Кукмор в верховьях речки Уча.

## История
Известна с 1719 года, в дореволюционных источниках упоминалась как Каинсар-Уча.
В XVIII — первой половине XIX в. жители относились к категории государственных крестьян. Их основными занятиями в этот период были земледелие и скотоводство.
В 1887 г. в деревне открыта школа грамоты, в 1897 г. преобразована в церковно-приходскую.
В начале XX в. земельный надел сельской общины составлял 771 десятину.

## Хозяйствующие субъекты
В 1930 г. в селе организован колхоз «Виль Сюрес», с 1956 г. село в составе колхоза им. Кирова, с 1965 по 2006 гг. находился в управлении сельхоз предприятие «Гигант», с 2006 г. принадлежит ООО «Кукморская продовольственная корпорация», с 2008 г. — ООО «Агрофирма Тукай», с 2018 г. — ООО «Уныш».
Жители занимаются полеводством, скотоводством.

## Образование и культура
В 1887–2012 гг. в селе работала начальная школа.

## Демография
| 1782    | 1859 | 1897 | 1908 | 1920 | 1926 | 1949 | 1958 | 1970 | 1979 | 1989 | 2002 | 2010 | 2017 |
| ------- | ---- | ---- | ---- | ---- | ---- | ---- | ---- | ---- | ---- | ---- | ---- | ---- | ---- |
| 59 муж. | 207  | 243  | 260  | 272  | 256  | 265  | 255  | 283  | 197  | 130  | 143  | 111  | 105  |

На 2017 год, в селе живут удмурты (99%).